# Skladba staroslověnštiny
Hlavní článek: Staroslověnština

## Význam slovesných tvarů

### Indikativprézenta(oznamovací způsob přítomného času)
V hlavních větách:

Indikativ prézenta nedokonavých sloves vyjadřuje nejčastěji děj probíhající v přítomnosti. U sloves dokonavých vyjadřuje děj, který se odehraje v budoucnosti. Budoucnost zřídka vyjadřují i tvary nedokonavých sloves.

Dokonavá i nedokonavá slovesa vyjadřují též děj obecně platný (vьsěkъ bo prosęi prieml'etъ – každý, kdo prosí, dostává); s částicí da vyjadřují rozkaz (togda sǫštei vъ ijuději. da běgajǫtъ vъ gory – tehdy lidé jsoucí v Judei utíkejte do hor).

Prézens historický (vyjádření minulosti přítomným časem) je řídké.

Ve vedlejších větách:

Ve vedlejších větách obsahových oznamovacích a tázacích tvary nedokonavých sloves vyjadřuje současnost děje věty vedlejší s dějem věty hlavní, tvary dokonavých sloves vyjadřují následnost děje věty vedlejší s dějem věty hlavní.

Ve vedlejších větách obsahových přacích a žádacích a větách účelových po spojce da odpovídá českému kondicionálu.

### Imperativ(rozkazovací způsob)
Imperativ se tvoří od sloves obou vidů, vyjadřuje příkaz nebo zákaz; zákaz se pojí se záporkou ne. Rozkaz může být zesílen částicí da.

Ve 3.os.sg. a 1.os.pl. se často vyskytuje místo imperativu indikativ prézenta s částicí da).

### Indikativ aoristu
Aorist byl prostý minulý čas, který se používal k vyjádření minulého děje nespojeného s jiným minulým dějem. Rozdíl mezi aoristem a imperfektem nebyl vidový.

### Indikativ imperfekta
Indikativ imperfekta vyjadřuje nedokončený průvodní děj v minulosti. Bývá užíván ve vedlejším vypravování nebo ve vedlejších a uvozovacích větách. Používal se jako vyjádření dějů, které netvořily pokrok ve vyprávění, nýbrž jen popisovaly nebo vysvětlovaly a podobně. Tvořil se většinou od sloves nedokonavých, u dokonavých označoval opakovaný děj.

### Podmiňovací způsob (kondicionál)
Kondicionál vyjadřoval neskutečnou podmínku děje (jakéhokoli). Užíval se ve větách podmínkových, ve vedlejších větách účelových, občas v hlavních větách zvolacích a v nepřímých otázkách.

### Indikativ perfekta
Původní význam byl označovat výsledek z děje proběhlého v minulosti, nejčastěji se používalo ve 2. a 3.os.sg. V mladších textech začal indikativ perfekta nahrazovat indikativ aoristu a přebíral jeho význam.

### Indikativ plusquamperfekta (oznamovací způsob předminulého času)
Indikativem plusquamperfekta se vyjadřoval minulý děj, který proběhl před jiným dějem minulým.

### Indikativ futura exakta (oznamovací způsob předbudoucího času)
Indikativem futura exakta se vyjadřoval budoucí děj, který proběhne před jiným dějem budoucím. Tvary tohoto času však jsou doloženy jen zřídka.

### Infinitiv
V infinitivu byl ve staroslověnštině jako v ostatních slovanských jazycích druhý slovesný děj ve větě, závislý na prvním ději vyjádřeném určitým tvarem slovesným (dostoitъ li k'insъ dati k'esarevi? – je dovoleno dát daň císaři?).

Kromě toho se infinitiv používal v několika následujících infinitivních vazbách:

Vazba akuzativu s infinitivem

Vazba se skládá z infinitivu a některého jména (především podstatného nebo zájmena) v akuzativu (kogo mę nepьštjujǫtъ narodi byti? – za koho mě zástupy pokládají?). Tato vazba byla používána velmi zřídka (vznikla napodobením řecké vazby) po slovesech smyslového vnímání, projevu nebo duševní činnosti.

Vazba dativu s infinitivem

Vazba se skládá z infinitivu a některého jména (především podstatného nebo zájmena) v dativu (pristǫpišę jeterii glagoljǫšte vъskrěsěnьju ne byti – přistoupili někteří řkouce, že není vzkříšení). Tato vazba se vyskytuje po stejném okruhu sloves jako vazba akuzativu s infinitivem a po slovese stát se.

### Supinum
Supinem se označuje slovesný děj, který je vyjádřením účelu děje vyjádřeného slovesem pohybu nebo posílání (pride krьstitъ sę – přišel se pokřtít). Předmět u supina je v genitivu (idǫ rybъ lovitъ). V mladších textech bylo supinum často nahrazováno infinitivem a předmět se u něho vyjadřoval v akuzativu.

### Participia

#### Participium prézenta činné
Participium prézenta činné většinou vyjadřuje vedlejší činný průvodní děj, který se odehrává současně s jiným dějem, přítomným, minulým nebo budoucím (vъzvratišę sę chvalęšte boga – vrátili se chválíce Boha).

Participium prézenta činné se používá též jako přídavné jméno (vьsemogy – všemohoucí) nebo jako podstatné jméno (priemľęi proroka – ten, kdo přijímá proroka).

#### Participium prézenta trpné
Participium prézenta trpné vyjadřuje vedlejší trpný průvodní děj, který se odehrává současně s jiným dějem, přítomným, minulým nebo budoucím. Používá se ve funkci přívlastku, a to přívlastku shodného (slovo glagolemoe – pronášené slovo) nebo doplňku (uzьrite obьstoimъ voi ierusalimъ – uvidíte Jeruzalém obstupovaný vojíny).

#### Participium préterita
Participium préterita vyjadřuje vedlejší průvodní děj předčasný před dějem vyjádřeným určitým tvarem slovesným (poštь sę vъzlaka – postiv se pocítil hlad). Pokud je participium ve tvaru složeném (viz v článku o skloňování), může mít funkci adjektivní nebo řidčeji též substantivní (běsъnovavъi sę – dříve posedlý).

#### Participium perfekta činné
Participium perfekta činné se nepoužívalo samostatně, nýbrž ve spojení s určitým tvary slovesa byti, s nímž vytvářelo složené minulé časy.

#### Participium perfekta trpné
Participium perfekta trpné se nejčastěji používalo ve spojení s určitým tvary slovesa byti pro tvoření opisných tvarů trpného rodu. Často se také používalo jako přídavné jméno, zejména s významem možnosti (-telný: slyšanъ – slyšitelný).

## Pádová skladba

### Nominativ
Základní funkcí nominativu je vyjadřovat větný podmět (chlěbi izbyvajǫtъ – chleby zbývají).

Kromě toho je v nominativu jmenná část přísudku, zvlášť po slovesech s významem „být“, „vznikat“, „jmenovat se“, „být ustanoven“ apod. (ledъ bystъ voda topla – led se stal teplou vodou) – toto se označuje jako vazba dvojího nominativu; instrumentál je v této funkci řídký.

### Genitiv
Genitiv je především pád přívlastku neshodného (stroenie domu – správa domu); u zájmen jeterъ, jedinъ, kъto se množina, z níž se vybírá jeden člen, vyjadřuje i bezpředložkovým genitivem (jedino takovychъ otročętъ – jedno z takových dětí), častěji se však v tomto případě užívá předložka otъ.

Dvě funkce má genitiv jako jmenná část přísudku u slovesa byti: a) genitiv přivlastňovací (těchъ jestъ cěsarьstvo nebesьskoje – jejich je království nebeské), b) genitiv jakosti (velika roda jestъ – je velkého rodu).

Genitiv záporový je podmětem v neosobních vazbách záporných při slovesu byti (korablě inogo ne bě tu – jiná loď tady nebyla) a u záporných přechodných sloves (ne znaaše jeję – neznal ji).

Genitiv se užívá jako předmět a příslovečné určení u jistého okruhu sloves a přídavných jmen; pak se podle přesného významu rozeznávají: a) genitiv odlukový – užívá se u sloves a přídavných jmen mající význam vzdalování, oddělování, nedostatku, osvobozování apod. (uběžati vьsěchъ); b) genitiv příčiny – jméno v genitivu označuje důvod činnosti nebo vlastnosti (bojěachǫ sę ljudii – báli se lidí); c) genitiv partitivní – označuje, že jmenovaný předmět je dějem či vlastností zasažen jen částečně (prijętъ ocьta – okusil ocet); d) genitiv kvantitativní – jím se vyjadřují výrazy označující množství něčeho (lačǫštęję isplъni blagъ - hladovějící nasytil dobrými věcmi); e) genitiv dotykový (drъžaachǫ sę jego - drželi se při něm); f) genitiv cílový - označuje cíl nebo smysl, k němuž děj spěje (žęždetъ pokaaniě našego - přeje si naše pokání); g) genitiv smyslový - u sloves smyslového vnímání označuje vnímaný předmět/jev/osobu (sъmotrite cvětъ selъnychъ - pohleďte na polní květy); h) genitiv srovnávací - používá se u komparativu a superlativu přídavných jmen a příslovcí (duša bolьši jestъ pištę - duše je větší než pokrm).

Genitivem se vyjadřuje čas, a to jen v ustálené vazbě označující datum konání (měsęca marta - měsíce března).

Ojediněle je doložen genitiv zvolací (o, bezakonьnaago vьzběšenija - ó, nešlechetné zběsilství!).

Genitiv byl původně též pádem předmětu u supina (viz Supinum).

### Dativ
V užívání dativu se staroslověnština liší od jiných slovanských jazyků v pádové skladbě nejvíc.

Nejčastěji dativ vyjadřuje nepřímý předmět u sloves. Ve většině případů se jedná o táž slovesa jako v jiných slovanských jazycích (i češtině), odchylná jsou tato: a) slovesa pohybu - dativ vyjadřuje, k čemu pohyb směřuje (se cěsarъ grędetъ tebě - hle, král přichází k tobě), b) slovesa prospěchu a neprospěchu (priobręšti žiznь sebě - najdi život pro sebe), c) sloveso byti s významem vlastnictví (bǫdetъ eteru člověku sъto ovecъ - jiný člověk bude mít sto ovcí).

Dativ účelový označuje výsledek vykonávání děje (položǫ vragy tvoję podъnožьju nogama tvoima - položím tvé nepřátele jako podnož tvých nohou).

U nemnoha sloves ve 3.os.sg.(např. dostoitъ, podobajetъ, jestъ s přísudkovým příslovcem) vyjadřuje dativ v některých konstrukcích nepřímý podmět příslušného děje nebo stavu (dobrěě estъ edinomu člověku umьrěti - je lépe, aby jeden člověk zemřel).

U podstatných jmen dativ často odpovídá genitivu v dnešních slovanských jazycích (chramъ molitvě - chrám modlitby, bratrъ mi - můj bratr).

Dativ zvolací - obdoba genitivu zvolacího (o divъnyimъ i prěslavъnyimъ dělomъ - ó, podivuhodné a přeslavné činy!).

Vazba dativu absolutního: Jde o polovětnou (tedy větu zastupující) vazbu substantiva nebo zájmena v dativu a s ním se v pádu a čísle shodujícího participia prézenta nebo préterita. Vazba dativu absolutního zastupuje vedlejší větu; participium prézenta vyjadřuje současnost s hlavním dějem věty, participium préterita vyjadřuje předčasnost před hlavním dějem věty. Vazba dativu absolutního nejčastěji zastupuje větu časovou (iždivъšju že emu vьsě. bystъ gladь krěpъkъ - když vše prohýřil, nastal velký hlad), ale může mít i jiné významy (příčinný, podmínkový, připouštěcí atd., např. po vьsę dьni sǫštju mi sъ vami. ne prostьrěste rǫkъ na mę - ačkoli jsem byl s vámi, nevztáhli jste na mě ruce). Substantivní/zájmenná část vazby může být vynechána nebo mohou někdy místo nich být příslovce času (pozdě byvъšu - když/protože/ačkoli bylo pozdě).

Vazba dativu s infinitivem je v oddílu Infinitiv.

### Akuzativ
Základní funkce akuzativu je vyjadřovat přímý předmět přechodných sloves (dobro sěmę sělъ jesi - zasel jsi dobré semeno).

Akuzativ může být i v přísudkové části věty; pokud je ve větě zároveň s větným přímým akuzativním podmětem, vzniká tzv. vazba dvojího akuzativu (sъtvorjǫ vy člověkomъ lovьca - udělám z vás lovce lidí; v dnešních jazycích bývá na místě přísudkového akuzativu instrumentál).

Akuzativ vyjadřuje trvání času nebo označuje místo (bě vь črěvě k'itově tri dni tri že nošti - byl v břichu velryby tři dny a tři noci, otъstǫpi otъ n'ich. ěko vrъženьe kameni - odstoupil od nich co by kamenem dohodil).

Vazba akuzativu s infinitivem je v oddílu Infinitiv.

### Lokál
Původní funkce lokálu, označení polohy v místě nebo čase, se vyskytoval ve staroslověnštině poměrně zřídka (archiepiskopa cěsarigradě - arcibiskupa v Cařihradě, da ne bǫdetъ běstvo vaše zimě - ať váš útěk nenastane v zimě).

U nemnoha sloves je lokál pádem předmětu; jsou to slovesa: a) kosnǫti sę (kosnǫ sę jemь - dotýkám se ho), b) slovesa s předponou pri- (prilěpi sę jedinomь otъ žitelъ - připojil se k jednomu z obyvatel), c) několik sloves s předponou na- (naležati, napadati, nadějati sę: bystъ že naležęštju emь narodu - stalo se, že se na něj tlačil zástup), d) několik jiných sloves (především visěti, vъležati, oprěti sę).

### Instrumentál
Instrumentál je především pád příslovečného určení místa (ne vъchodęi dvьrьmi - nevcházející dveřmi), času (trьmi dьny - ve třech dnech; v této funkci užíváno zřídka), prostředku a nástroje (kopiemь jemu rebra probode - kopím mu probodl žebra), způsobu (sъnide duchъ svęty tělesъnъim zrakomь - sestoupil duch svatý v tělesné podobě), míry (ničimъ sǫtъ chuždъši - o nic nejsou slabší), zřetele (tělomь malъ bě - byl malý tělem) a příčiny (ne mogǫšte pristǫpiti kь nemu narodomъ - nemohouce k němu přistoupit pro zástup (kvůli zástupu)).

V instrumentálu je původce děje vyjádřeného trpným rodem (bǫdete nenavidimi vsěmi - budete nenáviděni všemi).

Instrumentál ve jmenné části přísudku je řídký (sirotojǫ dětištь ne bǫdetъ - dítě se nestane sirotkem).

Ve funkci předmětu sloužil instrumentál u sloves pohybu (pokyvajǫšte glavami - potřásajíce hlavami), sloves s významem vládnout (vladǫštju s'yriejǫ k'yrinьju - když vládl Quirinius nad Sýrií) a slovesa oženit se (ěko oženi sę jejǫ - neboť se s ní oženil).

Instrumentálem se též označuje vlastnost (člověkъ nečistomь duchomь - člověk nečistého ducha).

## Větná skladba

### Jednoduché věty

#### Věty oznamovací
Věty oznamovací jsou nejobvyklejším druhem vět, v kladné nebo záporné podobě oznamují nějakou skutečnost; přísudek je v indikativu nebo kondicionálu (iskoni běaše slovo - na počátku bylo slovo; věrǫ biste jęli i mьně - i mně byste uvěřili).

#### Věty tázací
a) Otázky doplňovací - jsou uvozeny tázacím zájmenem nebo tázacím příslovcem (kaě jestъ zapovědь prьvaě vьsěchъ? - které je první přikázání ze všech).

b) Otázky zjišťovací - téměř vždy jsou uvozeny tázací částicí. Nejčastěji se užívá částice li, která se klade na druhé místo ve větě (přišelъ li jesi sěmo mǫčitъ nasъ? - přišel jsi sem nás trápit?); méně často se užívá částice ašte; zjišťovací otázky bez tázací částice jsou výjimečné.

c) Řečnické otázky - očekává-li se kladná odpověď, klade se na počátek věty částice jeda (též ve variantě jeza), očekává-li se záporná odpověď, klade se na počátek věty ne-li (jeda možetъ slěpьcь slěpca voditi? ne oba li vъ ěmǫ vъpadeta sę? - je snad možné, aby slepec vodil slepce? cožpak nespadnou oba do jámy?); ojediněle bývá otázka s předpokládanou zápornou odpovědí uvozena spojením děješi(-li).

#### Věty žádací
a) Věty rozkazovací - mají přísudek buď v imperativu nebo v indikativu ve spojení s částicí da. Zdvořilý rozkaz se vyjadřuje spojením imperativu slovesa račiti a infinitivu příslušného slovesa (rači jemu rešti - rač mu říci). Místo imperativu je možné užít i infinitiv (ne klęti sę vamъ - neklejte) nebo indikativ bez da (viz u zákazu).
Zákaz se vyjadřuje spojením ne modzi, ne modzěte s infinitivem (ne modzěte klęti - neklejte), někdy (jako u kladného zákazu) indikativem bez da (ne ukradeši - nepokradeš); spojení ne ději, ne dějite má význam nebraň(te), dovol(te) (ne děite dětii prichoditi kъ mьně - nebraňte dětem přicházet ke mně).

b) Věty přací - většinou mají sloveso nejčastěji v indikativu uvozeném spojkou da (v záporu ne da) či v kondicionálu uvozeném spojkami jeda, ne da, jaru, ješa (jeda ispravili sę pǫtьe moi - kéž se spravily mé cesty). Pro 1.os.sg. je v nemnoha případech zachován předslovanský optativ zakončený na -ěmъ (otъpaděmъ ubo otъ vragъ moichъ - kéž odpadnu od svých nepřátel), pro 3.os.sg. od slovesa byti tvar bǫdǫ (tvoě svjętaě na očiščenie namъ bǫdǫ - nechť nám tvé dary budou k očištění).

#### Věty zvolací
Jsou to oznamovací, tázací nebo žádací věty pronesené s citovým zabarvením; v písmu se mnohdy nijak neoznačují nebo jsou uvozeny částicí ěko (ěko čjudьno imję tvoe - jak podivuhodné (je) tvé jméno!).

### Souvětí
1. Souvětí souřadné

#### Souvětí slučovací
Věty v souvětí slučovacím jsou řazeny beze spojky (bolęštęję icělite. prokaženyję očištaite - uzdravujte nemocné, očišťujte malomocné), častěji jsou ovšem spojeny pomocí spojky. Kladné spojení je nejčastěji vyjádřeno spojkou i (razor'jǫ žitьnicǫ mojǫ. i bolьšǫ sъziždǫ - zbořím svou stodolu a vystavím větší), méně často spojkami ti, taže, záporná spojení jsou vyjádřena spojkami ne-ne, ne-ni, ni-ni, ne-ti.

#### Souvětí vylučovací
Věty v souvětí vylučovacím jsou spojeny dvojicí spojek li-li, li-ili, první člen se může vynechat (li sъtvorite drěvo dobro. li sъtvorite drěvo zъlo - buď učiníte strom dobrým nebo učiníte strom špatným).

#### Souvětí odporovací
Věty v souvětí odporovacím jsou spojeny spojkami že, a, obače (syny rodichъ ti že sę otъvrъgošę mene - syny jsem zplodil, ale ti se mě odřekli), po záporu spojkou nъ (ne vъvedi nasъ vъ napastъ. nъ izbavi ny otъ nepriězni - neuveď nás v pokušení, ale zbav nás zlého).

#### Souvětí důvodové
Věty v souvětí důvodovém jsou spojeny spojkami bo, ibo, nebonъ (i ty otъ nich jesi. ibo i besěda tvoě avě tę tvoritъ - i ty jsi z nich, neboť i tvá řeč tě prozrazuje).

#### Souvětí důsledkové
Věty v souvětí důsledkovém jsou spojeny spojkami ubo, těmь že, sego radi, togo radi (ne dobro li sěmę sělъ jesi. otъ kǫdu ubo imatъ plěvelъ? - což jsi nezasel dobré semeno, odkud je tedy plevel?).
2. Souvětí podřadné

#### Vedlejší věty podmětné
Vedlejší věty podmětné ve větě zastupují podmět. Jsou uvozeny buď vztažným zájmenem (jьže, někdy i ve spojení s příslovcem koližьdo nebo ašte - jьže vy primetъ. mę priemletъ - kdo vás příjme, mě přijímá) nebo spojkami ěko, da (izvěstъno bo bě o ioan'ně. ěko prorokъ bě - o Janovi bylo známo, že byl prorok).

#### Vedlejší věty přívlastkové
Vedlejší věty přívlastkové jsou uvozeny vztažným zájmenem nebo příslovcem (vь n'jǫže měrǫ měrite. vъzměrętъ vamъ - bude vám vyměřeno měrou, jakou měříte). V mladších textech se nahrazuje vztažné zájmeno zájmenem tázacím.

#### Vedlejší věty předmětné
Vedlejší věty předmětné ve větě zastupují předmět. Po slovesech vyjadřujících vůli, rozkaz, zákaz, přání, bránění, obavu (velěti, povelěti, chotěti, prětiti, zaprětiti, želěti, moliti, rešti, bojati sę a další) následuje spojka da, v záporu da ne (mol'ěachǫ jь. da povelitъ imъ vъ ty vьniti - prosili ho, aby jim přikázal do nich vejít). Přísudek vedlejší věty může být v indikativu nebo kondicionálu (molišę da bi prěšьlъ - prosili, aby odešel). Po slovesech vyjadřujících obavu mohou být též spojky da ne, jeda kako; u sloves s významem vůle a žádosti též bývá infinitiv.

Vedlejší věta předmětná může mít i podobu nepřímé otázky (ne věděaše otъ kǫdu estъ - nevěděl, odkud je).

#### Vedlejší věty příslovečné
Vedlejší věty příslovečné jsou nejčastěji zastoupeny větami, vyjadřujícími místo a čas. Jsou uvozeny příslušnými vztažnými příslovci. Příslovce místa bývají ide, ideže, ižde, iždeže (kde), ideže ašte, ideže koližьdo (kdekoli), jamože (kamž), jamože koližьdo (kamkoli), jǫduže (odkud), otъnjǫduže (odkudž); někdy se místo patřičných vztažných užívala tázací příslovce (hlavně kъde, otъkǫduže). Příslovce času bývají jegda, ěko, vъn'egda (když), doideže, don'ьdeže, don'eliže, don'elěže (dokud, pokud), otъn'eli, otъn'eliže (od té doby, co), prěžde daže, prěžde daže ne (dříve než), potomь ěko (poté, co); ve vztažném významu se někdy užívalo tázací příslovce kъde (jakmile). Příklady: mariě pride ide bě isusь - Marie přišla (tam), kde byl Ježíš, prěžde daže ne vъzglasi tebe filipъ. viděchъ tę - dříve než tě zavolal Filip, uviděl jsem tě.

Vedlejší věty příslovečné, které mají význam způsobový nebo srovnávací jsou uvozeny spojkami ěko, ěkože, aky, v hlavní větě může stát příslovce tako (ne aky li vy jeste zьvani zьvanъ jesmъ? - nejsem zván, jak jste vy zváni?).

Vedlejší věty příslovečné s významem příčinným jsou uvedeny spojkami zan'e, zan'eže, pon'e, pon'eže, ide, ižde, ěko, jelьma, občas i ježe, imьže (blaženi ništii duchomь. ěko těchъ estъ cěsarьstvo nebesьskoe - blahoslavení chudí duchem, neboť jejich je království nebeské).

Vedlejší věty příslovečné s významem účinkovým bývají nejčastěji uvozeny spojkou ěko, též ěko že, zřídka spojkou da (i icěli jь. ěko slěpъ ględaaše - i uzdravil jej, takže slepý viděl).

Vedlejší věty příslovečné účelové jsou uvozeny spojkou da (v záporu da ne), účinkově-účelový významový odstín je vyjádřen spojkou ěko da. Přísudek vedlejší věty může být buď v indikativu nebo kondicionálu (izide sějęi da sěetъ - vyšel rozsévač, aby sel). Místo vedlejší věty může stát též nevětná vazba, jejímž základem je supinum (izide sějęi sěatъ - vyšel zasévač sít/aby sel).

Vedlejší věty příslovečné podmínkové jsou nejčastěji uvozeny spojkou ašte (též podoba ěšte, ašte bi splývá v ašti, ašte bišę v aštišę), nebo ašte i, ašte li, ašte da, řídké spojky jsou a, jeli (ašte synъ božii esi. sъlězi sъ krsta - jsi-li syn boží, slez z kříže). Podmínka reálná je vyjádřena indikativem v přísudku obou vět, podmínka neskutečná (ireálná) kondicionálem. I když je v podmínkové vedlejší větě kondicionál, může být v hlavní větě indikativ (ne imaši oblasti na mьně. ašte ne bi ti dano sъ vyše - nemáš nade mnou moc, kdyby ti nebyla dána shůry).

Vedlejší věty příslovečné přípustkové jsou uvozeny spojkou ašte nebo ašte i, v pozdějších textech též spojkami cě, acě (ašte i boga ne bojǫ sę. i mьštǫ eję - ačkoli se boha nebojím, zjednám jí spravedlnost).